# 해면체

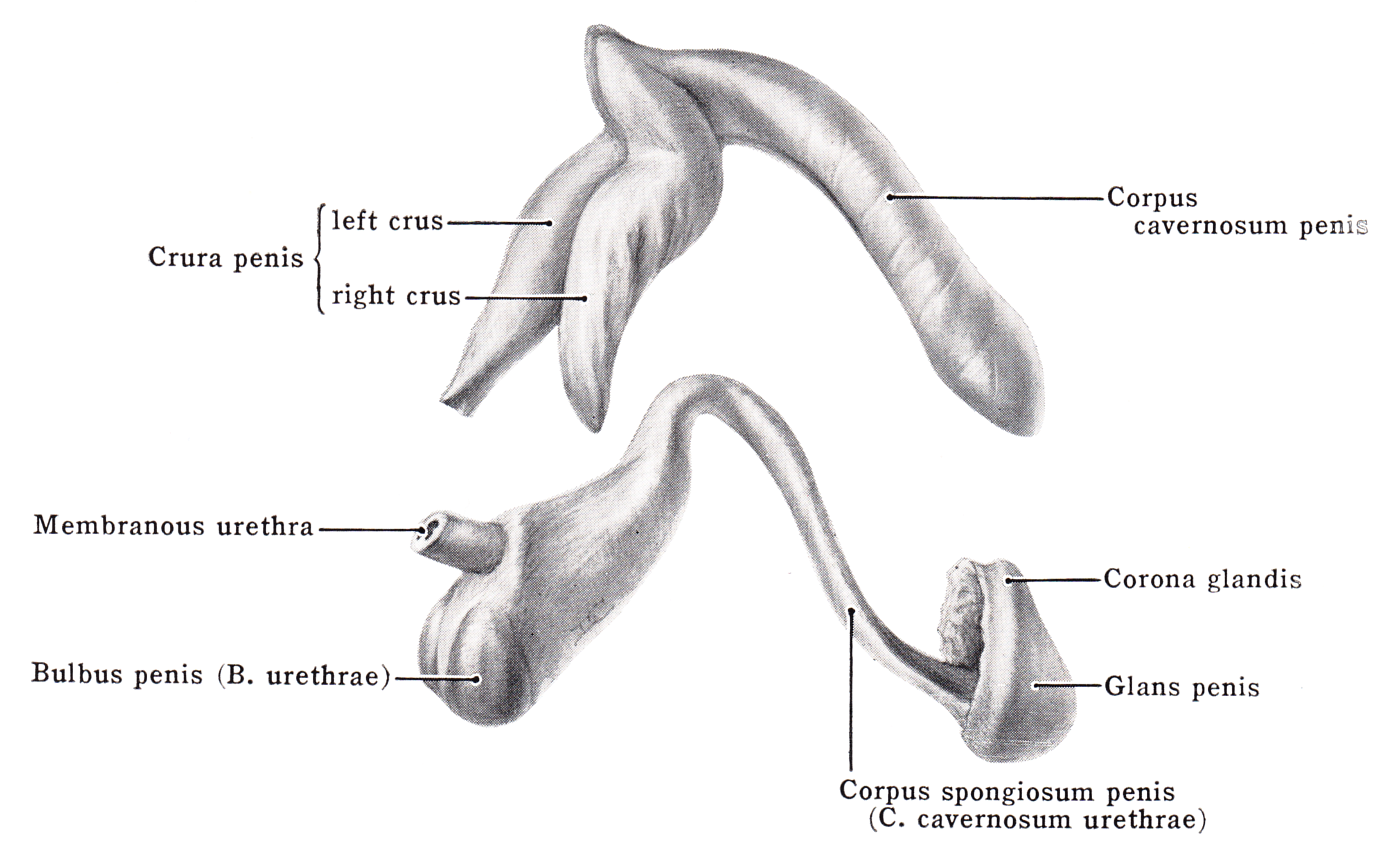
음경의 해부도

해면체는 성기 안의 요도 주변의 해면 모양의 조직 덩어리이다. 해면체의 뒷부분은 요도구를 형성하는 데까지 확장되어 있다.
발기 시 해면체의 기능은 요도가 꼭 끼지 않도록 방지함으로써 사정을 위한 보이는 통로로서 요도를 유지할 수 있게 한다.

## 같이 보기
- 남성의 생식 기관